# 神戸山口組
神戸山口組（こうべやまぐちぐみ）は、兵庫県加古郡稲美町中村字池之跡1379-10に本部を置く特定抗争指定暴力団。組員数は2024年末時点で約320人（構成員は約120人、準構成員は約200人）。
かつては兵庫県淡路市志筑88-1に本部を置いていた。その後、淡路市から兵庫県神戸市中央区二宮町3-10-7に移転し本部を構えていたが、2023年に民間の不動産事業者に売却し、稲美町へ移転したことが2023年7月21日に兵庫県公安委員会により発表された。
六代目山口組、住吉会及び稲川会とともに、警察庁から主要暴力団として位置づけられている。
2025年4月10日、六代目山口組は対立する神戸山口組との抗争を「終結する」と兵庫県警本部に宣誓書を提出し宣言した。これは神戸山口組がこの10年で、構成員の人数が9割以上減り弱体化していることが原因とみられる。

## 概要
警察庁の報告によると、2015年（平成27年）8月27日に指定暴力団・六代目山口組を離脱した13名の直系組長により結成された組織であり、組長は四代目山健組組長を務めていた井上邦雄である。
分裂の背景には、六代目山口組が司忍や髙山清司らの母体である名古屋の弘道会出身者を重用していることに対して、以前の主流派であった山健組等の関西系組織の不満があったものとされている。
六代目山口組で毎月65万円とされる上納金が神戸側では10万円まで減額され、一部の幹部に対しては1,000万円単位の支度金まで用意されるケースもあるとされる。
結成以後、六代目山口組との抗争状態が続き、発砲や車両突入などの抗争事件が2016年3月6日までに20都道府県で49件発生し、翌日7日に警察が対立抗争状態と認定してから2023年末までに100件発生している。

## 来歴
2014年（平成26年）10月頃、後に神戸山口組の最高幹部となるメンバーが、六代目山口組からの離脱をジャーナリストの溝口敦に仄めかしている。
2015年（平成27年）8月26日、六代目山口組若頭補佐・四代目山健組組長・井上邦雄ら反弘道会派、あるいは親山健組的立場にある13人が各々の組織を率いて六代目山口組を離脱した。
翌日の27日には、井上邦雄を組長として離脱者で盃事を挙行し神戸山口組の結成を発表。同日、六代目山口組はこの13人に処分を下し、特に若頭補佐以上の執行部と元執行部メンバーである入江禎（二代目宅見組組長）、井上邦雄（四代目山健組組長）、寺岡修（俠友会会長）、正木年男（正木組組長）、池田孝志（池田組組長）の5人には重い絶縁処分が下された。
離脱以降、六代目山口組側の複数の傘下組織ならびに過去に処分を受け解散した組織の元組員を取り込んだ事で、2015年（平成27年）末には6,100人（構成員は約2,800人、準構成員は約3,400人）の勢力を擁した。
2016年（平成28年）2月19日には、それまで不定であった総本部（本部・事務局機能）を、傘下俠友会の本部事務所に設けることが明らかにされた。
同年4月15日、兵庫県公安委員会により指定暴力団に指定された（指定番号6316-1）。また読売新聞や日本経済新聞は、警察当局が六代目山口組と共に当組織を特定抗争指定暴力団へ指定する事を検討中と報じた。
2017年（平成29年）4月30日、傘下の一部団体が組の運営方針に異議を唱え神戸山口組を離脱。反旗を翻す形で新組織・任俠団体山口組（現・絆會）を結成した。
同年10月2日には、暴力団追放兵庫県民センターが本部事務所の使用差し止めを求める仮処分を神戸地方裁判所に申し立てた。これを受け、神戸山口組側は地裁が判断する前の同月25日、淡路市内にあった本部事務所を閉鎖した。
2019年（令和元年）12月に兵庫県公安委員会など6府県の公安委員会により、六代目山口組と共に特定抗争暴力団に指定され、2020年（令和2年）1月7日の官報告示をもって発効した。
2020年（令和2年）7月に、井上邦雄の出身母体であり最大の有力団体でもある山健組が傘下を離れ、独立（後に六代目山口組に再加入）して以降、池田組、正木組と結成時の有力団体が離脱・解散して弱体化が急速に進み、組員数は2021年末の時点で約1,000人（構成員約510人、準構成員約540人）にまで減少した。
2022年（令和4年）9月8日、池田組と五分の親戚関係を結ぶ。これにより、池田組の友好団体である絆會を交えた3者で実質的な同盟関係が結ばれたと報じられた。絆會組員の法事に神戸山口組の幹部が弔問に訪れるといった人的交流が見られたが、絆會に対しては完全な関係修復には至らず、六代目山口組への対抗勢力として緩やかに連帯する程度に留まる。3社連合の構築が不調に終わったことが要因となり、二代目宅見組が離脱。
同年は俠友会も離脱しており、同年末時点での組員数は約760人、うち構成員については約330人に減少したと推定される。
2025年4月7日午後1時、兵庫県警本部を六代目山口組の森尾卯太男本部長、津田力若頭補佐、安東美樹若頭補佐の3人が訪問し、以下の宣誓文を提出し、六代目山口組側は抗争終結を宣言した。「この度は全国の任侠団体の申し出により山口組は処分者の井上、入江、池田、岡本、宮下との抗争を終結する事にしました。尚、山健組処分者の織田とも今後一切揉める事はしません。一般の市民にはご迷惑お掛けしました。高山清司 執行部一同」。
2025年4月8日、兵庫県公安委員会は、神戸山口組（兵庫県稲美町）を暴力団対策法に基づく指定暴力団に再指定し、官報で公示した。指定は2016年以降、4回目。期間は2028年4月までの3年間。

## 綱領と組指針
山口組と同様に田岡一雄が制定した下記の五箇条から成る綱領があり、定例会等で唱和される。
- 一、内を固むるに和親合一を最も尊ぶ
- 一、外に接するに愛念を持し信義を重んず
- 一、長幼の序を弁え礼に依って終始す
- 一、世に処するに己の節を守り譏を招かず
- 一、先人の経験を聞き人格の向上を図る

### 指針
- 平成28年度 - 継往開来（けいおうかいらい・先人の事業を受け継ぎ発展させながら未来を切り開くこと）[9][32]

- 平成29年度 - 風霜尽瘁（ふうそうじんすい・厳しく激しい苦難の中でも一所懸命に力を尽くして労苦すること）[33][34]

- 平成30年度 - 一燈照隅（いっとうしょうぐう・一人ひとりが一隅を照らすことになれば、人の和が成り立つこと）[35]

- 平成31年（令和元年）度 - 一心一意（いっしんいちい・心を一つにして、共に思い励むこと）

- 令和2年度 - 不易流行（ふえきりゅうこう・いつまでも変化しない本質的なものを忘れないなかにも、新しい変化を重ねているものを取り入れていくこと）

- 令和3年度 - 金剛不壊（こんごうふえ・非常に堅固で、決して壊れないこと）[36]

- 令和4年度 - 刻苦義励（こっくぎれい・心身を苦しめてでも、信念のために励むこと）

## 組織図

### 組長
| 氏名     | 山口組での最終役職 | 出身二次団体 | 在任期間         |
| -------- | ------------------ | ------------ | ---------------- |
| 井上邦雄 | 若頭補佐           | 四代目山健組 | 2015年8月 - 現在 |

### 執行部
| 役職       | 氏名     | 二次団体     | 本部           |
| ---------- | -------- | ------------ | -------------- |
| 若頭       | 小嶋恵介 | 二代目中野組 | 大阪府堺市     |
| 舎弟頭     | 近藤大恵 | 徳心会       | 東京都         |
| 舎弟頭補佐 | 宮下和美 | 二代目西脇組 | 神戸市西区     |
| 組織委員長 | 元満志郎 | 二代目安部組 | 福岡県福津市   |
| 若頭補佐   | 藤田恭道 | 二代目英組   | 大阪市西淀川区 |

### 舎弟
| 役職 | 氏名       | 二次団体     | 本部         |
| ---- | ---------- | ------------ | ------------ |
| 舎弟 | 岡本久男   | 二代目松下組 | 神戸市中央区 |
| 舎弟 | 須ノ内祥吾 | 二代目東生会 | 大阪市淀川区 |

### 幹部・若中
| 役職 | 氏名     | 二次団体         | 本部         |
| ---- | -------- | ---------------- | ------------ |
| 幹部 | 清崎達也 | 四代目大門会     | 熊本市中央区 |
| 若中 | 親泊吉広 | 四代目古川組     | 兵庫県尼崎市 |
| 若中 | 岡田 豊  | 西虎会（西脇組） | 神戸市西区   |